# No Fun Mondays

No Fun Mondays est une compilation de reprises du leader de Green Day, Billie Joe Armstrong, sortie le 27 novembre 2020. Le projet se compose de 14 reprises publiées pendant le confinement lié à la pandémie de COVID-19 dans le cadre de la série de chansons « No Fun Mondays », dans laquelle Armstrong publiait une reprise sur la chaîne YouTube de Green Day de temps en temps, généralement un lundi, comme le titre l'indique.

## Enregistrement et sortie
Le 23 mars 2020, Billie Joe Armstrong sort la première chanson de la série, « I Think We're Alone Now », sur la chaîne YouTube de Green Day, annonçant par la même occasion la série. La description de la vidéo se lit comme suit : « Chers amis. Pendant que nous étions tous en quarantaine, j'ai réfléchi aux choses qui comptent le plus dans ma vie. La famille, les amis et bien sûr la musique. J'ai enregistré une reprise de Tommy James and the Shondells « I Think We're Alone Now » dans ma chambre. Je pense que si nous devons passer ce moment seuls, au moins nous pouvons être seuls ensemble » La semaine suivante, une reprise de « You Can't Put Your Arms Around a Memory », de Johnny Thunders, est publiée, suivie une semaine après par une reprise de Manic Monday avec une apparition vidéo de Susanna Hoffs. Le 6 octobre, il annonce que la série sortirait sous la forme d'un album de 14 titres.

## Réception critique
Selon l'agrégateur de critiques Metacritic, No Fun Mondays a reçu des « critiques généralement favorables » sur la base d'une note moyenne pondérée de 68 sur 100 obtenue auprès de 7 critiques. Stephen Thomas Erlewine de AllMusic qualifie l'album d'« un peu bizarre, inattendu dans son énergie mais pas dans son contenu ». Robin Murray, rédacteur en chef de Clash, le qualifie de « véritable explosion », et Julie River de Punknews.org le considère comme « un bon moment pop-rock ». Chez NME, le rédacteur Andrew Trendell dit qu'« Armstrong peint un portrait assez précis de ce que c'est que d'être vivant en 2020, raconté à travers les joyaux cachés de sa collection de disques et livré avec le cœur et l'énergie qu'on lui connaît depuis toujours ». Le magazine Rolling Stone qualifie l'album de « lot de reprises amusantes ».

## Liste des chansons
| 1.    | I Think We're Alone Now                 | Tommy James and the Shondells | 2:15 |
| 2.    | War Stories                             | The Starjets                  | 2:42 |
| 3.    | Manic Monday                            | The Bangles/Prince            | 3:07 |
| 4.    | Corpus Christi                          | Avengers                      | 3:24 |
| 5.    | That Thing You Do!                      | The Wonders                   | 2:49 |
| 6.    | Amico                                   | Don Backy                     | 2:28 |
| 7.    | You Can't Put Your Arms Around a Memory | Johnny Thunders               | 3:31 |
| 8.    | Kids in America                         | Kim Wilde                     | 3:09 |
| 9.    | Not That Way Anymore                    | Stiv Bators                   | 2:53 |
| 10.   | That's Rock 'n' Roll                    | Eric Carmen                   | 2:59 |
| 11.   | Gimme Some Truth                        | John Lennon                   | 2:48 |
| 12.   | Whole Wide World                        | Wreckless Eric                | 3:19 |
| 13.   | Police on My Back                       | The Clash                     | 3:11 |
| 14.   | A New England                           | Billy Bragg                   | 2:09 |
| 40:21 |                                         |                               |      |

## Musiciens
- Billie Joe Armstrong – chant, guitare, guitare basse et batterie
- Chris Dugan – batterie (pistes 4, 8, 9 et 11)
- Bill Schneider – guitare basse (piste 8)
- Jason White – guitare (piste 8)